# Celil Sağır
Celil Sağır (* 15. April 1974 in Samsun) ist ein ehemaliger türkischer Fußballspieler. Als Sohn der Stadt Samsun und aufgrund seiner langjährigen Tätigkeit für Samsunspor wird er sehr stark mit diesem Verein assoziiert. Auf Fan- und Vereinsseite wird er als einer der wichtigsten Spieler der Vereinsgeschichte aufgefasst. So ist er mit 288 Erstligaeinsätzen für Samsunspor nach Ercan Koloğlu (310) und Serkan Aykut (289) auf der Liste der Spieler mit den meisten Süper-Lig-Einsätzen der Vereinsgeschichte an 3. Stelle. Zudem ist er mit 32 Erstligatoren an 7. Stelle in der Liste der Spieler mit den meisten Erstligatoren für Samsunspor. Er wurde von den Samsunsporanhängern in die Beste Elf der Vereinsgeschichte gewählt. Zu Spielerzeiten wurde er von den Samsunspor-Anhängern mit dem Spitznamen İmparator (dt. Der Imperator) versehen.

## Karriere

### Verein
Sağır durchlief die Nachwuchsabteilung von Samsun Kadıköyspor, einem der bekannteren Sportvereine seiner Heimatstadt. Im Sommer 1992 wurde er beim damaligen Drittligisten mit einem Profivertrag ausgestattet und in den Profikader aufgenommen. In seiner ersten Saison wurde Sağır in zwölf Ligaspielen eingesetzt und in seiner zweiten in 18 Ligaspielen. 
Zur Saison 1994/95 wurde Sağır von Samsunspor, dem bekanntesten Verein seiner Heimatstadt, verpflichtet. Hier wurde er für den mit der bis dato höchsten Ablösesumme im türkischen Fußball zu Beşiktaş Istanbul abgewanderten Offensiv-Allrounder Ertuğrul Sağlam in die Mannschaft geholt. Sağır etablierte sich auf Anhieb innerhalb der Mannschaft und bildete mit den anderen Offensivspielern Serkan Aykut und Bünyamin Kubat eine erfolgreiche Offensive. Mit acht Toren in 32 Ligaspielen wurde Sağır hinter Aykut der erfolgreichste Torschütze seiner Mannschaft. In den nachfolgenden vier Jahren wurde er zu einem der besten Vorlagengeber der Liga und sorgt dadurch dafür, dass der Stürmer Serkan Aykut in den Torschützenlisten immer obere Plätze belegte. Die Saison 1997/98 beendete er mit Samsunspor auf dem 5. Tabellenplatz und wiederholte damit die drittbeste Erstligaplatzierung der Vereinsgeschichte. Die Saison 1999/00 fiel er verletzungsbedingt einen Großteil der Saison aus und absolvierte lediglich acht Ligaspiele.
Zur Saison 2000/01 übernahm Mustafa Denizli, der bis zum Sommer 2000 die türkische Nationalmannschaft betreute hatte Fenerbahçe Istanbul und veranlasste als eines seiner ersten Amtshandlungen die Verpflichtung Sağırs. Denizli hatte Sağır bereits mehrmals für die Nationalmannschaft nominiert. Zu Fenerbahçe gewechselt, kehrte er erst im Vorlauf der Rückrunde in die Mannschaft zurück. Nach seiner Rückkehr absolvierte er bis zum Saisonende neun Ligaspiele, blieb aber hinter seinen üblichen Leistungen. Mit seinem Verein beendete er die Saison als türkischer Meister. 
Bereits nach einer Saison für Fenerbahçe wurde Sağır zum Saisonende zu seinem vorherigen Verein Samsunspor zurückgeschickt. Nach seiner Rückkehr zu seinem Heimatklub spielte er hier fünf weitere Jahre. Zur Saison 2006/07 verließ er Samsunspor, nachdem dieser Verein den Klassenerhalt verpasst hatte und heuerte stattdessen beim Zweitligisten Malatyaspor an. Hier blieb er allerdings nur eine Spielzeit und kehrte anschließend wieder zu Samsunspor zurück. Im Sommer 2008 verließ Sağır Samsunspor erneut Richtung Malatyaspor. Nachdem er für diesen Verein eineinhalb Spielzeiten gespielt hatte, war er die Rückrunde der Saison 2009/10 für Çaykur Rizespor tätig und beendete anschließend seine Karriere.
Nachdem Sağır eineinhalb Spielzeiten den Fußball ferngeblieben war, entschied er sich im Frühjahr 2012 zu einem Comeback. Er heuerte beim Amateurligisten Tekirdağspor an und spielte hier eineinhalb Spielzeiten lang. Anschließend beendete er mit einem am 23. August 2014 in Samsun ausgetragenen Abschiedsspiel, in welchem zwei Auswahlmannschaften aufeinander trafen, seine Karriere. Zu seinem Abschiedsspiel erschienen ehemalige Fußballspieler wie İsa Turan, Ercan Koloğlu, Hasan Şengün, Cenk İşler, Semih Yuvakuran, Tümer Metin, Hasan Vezir, Hami Mandıralı, Hakan Ünsal, Hasan Vezir und Tanju Çolak.

### Nationalmannschaft
Sağır absolvierte während seiner Zeit bei Samsunspor acht Einsätze für die türkische U-21-Nationalmannschaft und erzielte dabei einen Treffer. Ab Oktober 1996 wurde Sağır vom türkischen Nationaltrainer Mustafa Denizli über ein Jahr lang regelmäßig in den Kader der türkischen Nationalmannschaft nominiert und absolvierte während dieser Zeit sieben A-Länderspiele.

## Erfolge
Mit Samsunspor
- Fünfter der Süper Lig: 1997/98

Mit Fenerbahçe Istanbul
- Türkischer Meister: 2000/01